# Побег из тюрьмы (фильм, 2008)
«Побег из тюрьмы» (англ. The Escapist) — первый фильм режиссёра Руперта Уайатта, премьера которого состоялась на кинофестивале в Сандэнсе в январе 2008 года.

## Сюжет
Фрэнк Перри приговорен к смертной казни. Ему было отказано в праве на повторное слушание и любые другие формы помилования. Он давно смирился и спокойно ждет казни, стараясь не нарушать тюремных порядков. Неожиданное послание переворачивает весь его размеренный быт вверх дном. Перри уже и не помнит, когда последний раз общался с родными, но из этого письма он узнает, что его дочь балансирует на грани жизни и смерти, и ей срочно нужна помощь. Ради девочки Фрэнк готов пойти на все. И вот Перри начинает готовить план побега. Осуществить такую авантюру в одиночку не представляется возможным, и тогда заключенный решает обратиться за помощью к таким же, как и он, приговоренным к казни, которым больше нечего терять. Отношения между сокамерниками далеко не дружеские, но ради общей цели — освобождения — они забудут о разногласиях и сосредоточатся на плане побега, о котором узнает местный авторитет, безжалостный и хладнокровный Рицца.

## В ролях
- Брайан Кокс — Фрэнк Пэрри
- Лиам Каннингэм — Броди
- Сеу Жоржи — Вив Батиста
- Джозеф Файнс — Ленни Дрейк
- Доминик Купер — Лэйси
- Дэмиэн Льюис — Рицца
- Стивен Макинтош — Тони

## Ремейк
В 2015 году было объявлено о намерениях снять ремейк The Escapist, в котором главную роль должен будет играть Лиам Нисон, а Руперт Уайатт выступит в качестве продюсера.